# Barbara Hendricks (polityk)
Barbara Anne Hendricks (ur. 29 kwietnia 1952 w Kleve) – niemiecka polityk, działaczka Socjaldemokratycznej Partii Niemiec (SPD), posłanka do Bundestagu, w latach 2013–2018 minister środowiska, ochrony przyrody i bezpieczeństwa reaktorów.

## Życiorys
W 1970 zdała egzamin maturalny w swojej rodzinnej miejscowości. W 1976 ukończyła historię i socjologię na Uniwersytecie w Bonn. Zdała państwowy egzamin nauczycielski uprawniający do nauczania w szkołach średnich. W 1980 uzyskała stopień naukowy doktora. W 1972 została członkinią Socjaldemokratycznej Partii Niemiec. Pracowała w organizacji studenckiej, a w latach 1978–1981 w biurze prasowym frakcji SPD w Bundestagu. W latach 1981–1990 była rzecznikiem prasowym ministra finansów rządu Nadrenii Północnej-Westfalii. Od 1991 do 1994 pracowała w resorcie środowiska tego kraju związkowego. Członkini m.in. organizacji pracowniczej AWO oraz Centralnego Komitetu Katolików Niemieckich.
W 1994 po raz pierwszy wybrana na posłankę do Bundestagu. Reelekcję uzyskiwała następnie w wyborach w 1998, 2002, 2005, 2009, 2013 i 2017.
Od października 1998 do listopada 2007 pełniła funkcję parlamentarnego sekretarza stanu w Ministerstwie Finansów w rządach Gerharda Schrödera i Angeli Merkel. W 2001 weszła w skład zarządu krajowego SPD, a w 2007 została skarbnikiem tego ugrupowania. W grudniu 2013 powołana na ministra środowiska, ochrony przyrody i bezpieczeństwa reaktorów w trzecim gabinecie Angeli Merkel. Stanowisko to zajmowała do marca 2018.
Barbara Hendricks jest jawną lesbijką, coming outu dokonała wkrótce po objęciu stanowiska ministra.